# 向日葵8號
向日葵8號（日語：ひまわり8号）是日本氣象衛星之一，為向日葵系列衛星其中之一款人造衛星，由日本氣象廳開發，三菱電機製造。於2014年10月7日由三菱重工业與宇宙航空研究開發機構將其送上軌道，屬於地球同步衛星。向日葵8號於2015年7月7日測試完成正式投入運作，目的是取代於2006年投入服務的MTSAT-2（向日葵7號）。

## 發射
裝載向日葵8號的 H-IIA202火箭在日本時間2014年10月7日14時16分00秒於種子島宇宙中心發射升空，其後14時43分57秒衛星與火箭成功分離，同月16日19時00分確認其進入靜止軌道。

## 目的
其作用為提供日本、東亞及西太平洋之週邊的天氣預報、颱風、暴雨、氣候變化的觀察、預測等相關之報告，同時負責確保船隻與航空的安全以及觀察地球之環境。
其時間和空間分辨率使其能夠觀察偏遠地區的災難事件，例如火山爆發。 向日葵衛星能夠捕捉到2015年的天津爆炸和 2022 年的洪加湯加-洪加哈派火山爆發。
日本向日葵8號記錄的數據將免費提供給其他國家的氣象機構使用。

## 運行計劃
向日葵8號設計的目的是作為MTSAT-2的接替衛星，在送上軌道後經過一系列的測試後於2015年7月7日正式開始運作。而採用相同設計的向日葵9號於2016年11月2日升空，8號與9號將會替換現有的MTSAT-1R（向日葵6號）與MTSAT-2（向日葵7號）。

### 成像儀之波段
向日葵8號內置的高像素紅外線成像儀（AHI: Advanced Himawari Imager）的可視波長與近紅外線達3波段，同時內置的传感器能感應紅外線10至16波段，與MTSAT-1R與MTSAT-2的1波段可視波長、4波段紅外線波長相比，大幅增加了可感應的波段數。
| 波长     | 編號 | 簡稱 | 中心波長 (µm) | 赤道帶 水平解析度 (km) | 向日葵7號參數 | 偵測範疇                         |
| -------- | ---- | ---- | ------------- | ---------------------- | ------------- | -------------------------------- |
| 可見光   | 1    | V1   | 0.47063       | 1                      | -             | 植被、氣膠、彩色圖像（藍）       |
| 可見光   | 2    | V2   | 0.51000       | 1                      | -             | 植被、氣膠、彩色圖像（綠）       |
| 可見光   | 3    | VS   | 0.63914       | 0.5                    | VIS           | 植被、低雲族與霧、彩色圖像（紅） |
| 近紅外線 | 4    | N1   | 0.85670       | 1                      | -             | 植被、氣膠                       |
| 近紅外線 | 5    | N2   | 1.6101        | 2                      | -             | 雲相判別                         |
| 近紅外線 | 6    | N3   | 2.2568        | 2                      | -             | 雲密度半徑範圍                   |
| 紅外線   | 7    | I4   | 3.8853        | 2                      | IR4           | 低雲族與霧、自然火災             |
| 紅外線   | 8    | WV   | 6.2429        | 2                      | IR3           | 對流層上層之水蒸氣密度           |
| 紅外線   | 9    | W2   | 6.9410        | 2                      | -             | 對流層上層至中層之水蒸氣密度     |
| 紅外線   | 10   | W3   | 7.3467        | 2                      | -             | 對流層中層之水蒸氣密度           |
| 紅外線   | 11   | MI   | 8.5926        | 2                      | -             | 雲相判別、二氧化硫               |
| 紅外線   | 12   | O3   | 9.6372        | 2                      | -             | 臭氧含量                         |
| 紅外線   | 13   | IR   | 10.4073       | 2                      | IR1           | 雲圖像、雲頂資訊                 |
| 紅外線   | 14   | L2   | 11.2395       | 2                      | -             | 雲圖像、海面溫度                 |
| 紅外線   | 15   | I2   | 12.3806       | 2                      | IR2           | 雲圖像、海面溫度                 |
| 紅外線   | 16   | CO   | 13.2807       | 2                      | -             | 雲頂高度                         |

### 圖像傳送
MTSAT-1R的高速 (HRIT)與低速(LRIT)情報傳送之接收站於2015年11月已停止服務，其後於2015年1月起，衛星圖像均由通信衛星HimawariCast負責傳送，初期只有JCSAT-2A投入服務，2015年第四季再加入JCSAT-2B。

### 光譜響應函數圖(Spectral Response Functions)
此條目會顯示 向日葵8號（截至 2013 年 9 月）上 AHI 的 SRF（光譜響應函數）。
- 向日葵8號光譜響應函數圖：VIS 及 NIR （页面存档备份，存于）、SRF （页面存档备份，存于）

## 衛星之技術情報
氣象廳所公佈的衛星情報。
| 技術       | 詳細                                                      |
| ---------- | --------------------------------------------------------- |
| 製造廠商   | 三菱電機                                                  |
| 衛星平台   | DS2000                                                    |
| 姿態控制   | 3軸姿態控制                                               |
| 壽命       | 衛星：15年 觀察儀器：8年                                  |
| 衛星重量   | 發射時：3.5噸 進入軌道後：1.3噸                           |
| 觀察傳感器 | AHI (Advanced Himawari Imager) 16頻段 宇宙環境觀察 (SEDA) |
| 觀察頻度   | 全球觀察：10分鐘/1次 日本附近：2.5分鐘/1次                |
| 靜止經度   | 東經140.7度附近                                           |
| 圖像傳送   | 使用商用通信衛星傳送                                      |

### 自動太陽回避功能
春分與秋分期間的午夜，衛星都會自動與太陽和地球形成一直線，為預防太陽直接照射衛星的成像儀造成加速損壞，便會使用此功能避免陽光直射，但也因此造成觀測畫面的部分缺損
。此外此功能也可避免成像儀射入陽光後出現帶狀的太陽光線而使圖像失真。

## 圖片集

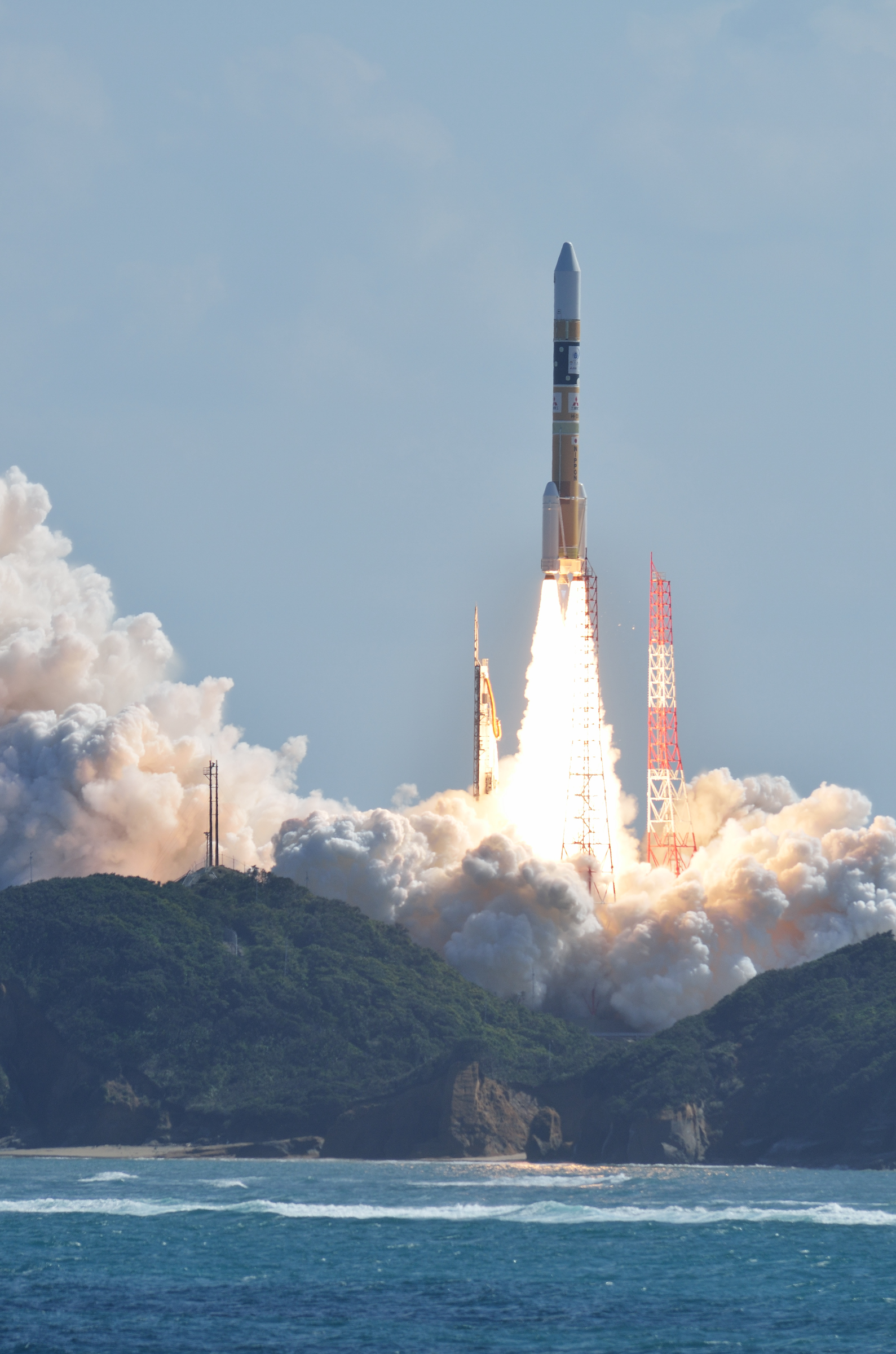
2014年10月7日，運載向日葵8號的H-IIA运载火箭升空。
2015年1月25日來自向日葵8號的第一個真彩色PNG圖像。
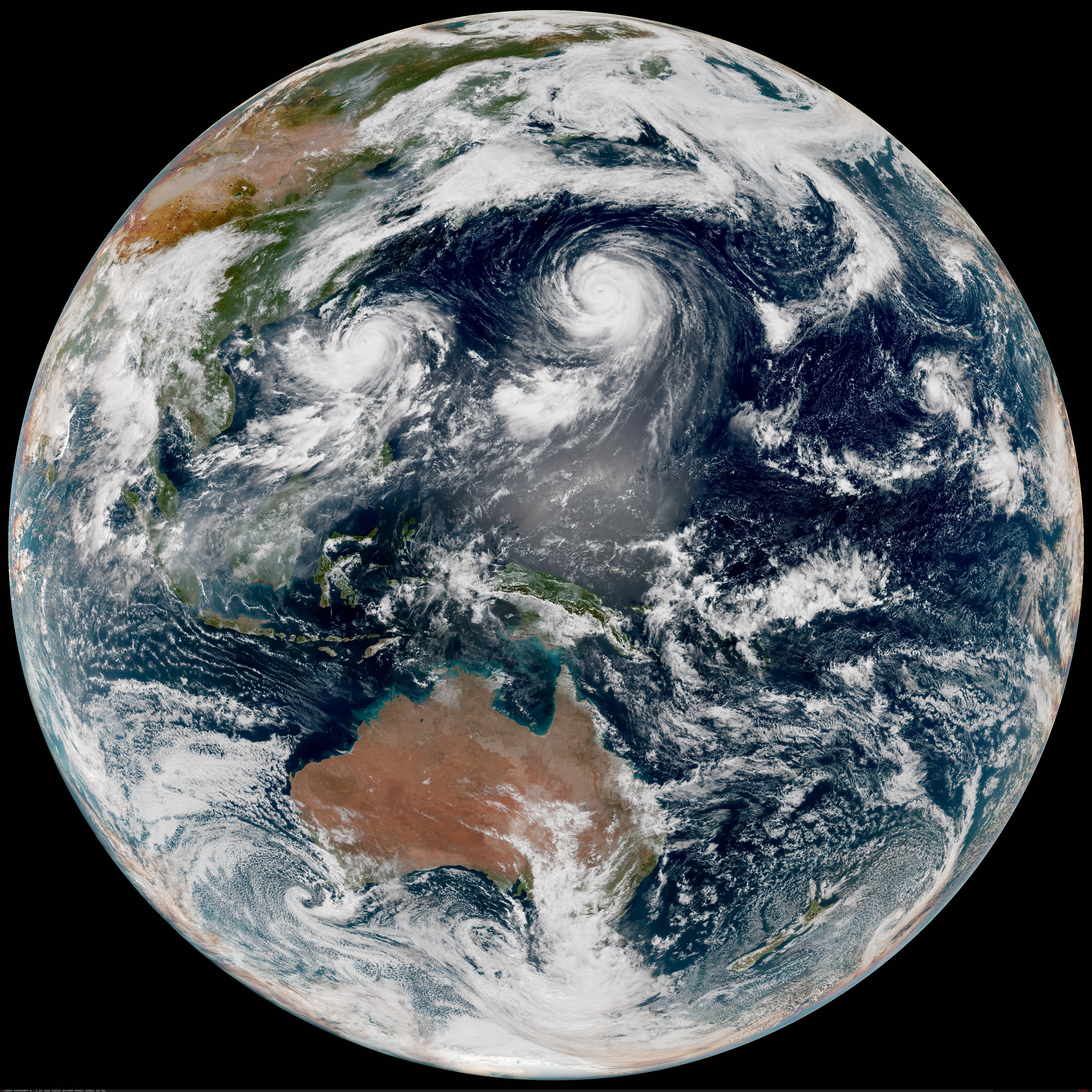
從 AHI 感測器建立的瑞利校正真彩色全碟影像範例。

## 腳註

### 來源
1. ↑  . Satellite Missions Database - eoPortal. ESA.   [2018-07-11]. （原始内容存档于2020-09-19）.
2. 1 2  . SATVIEW. 即時  [2018-07-11]. （原始内容存档于2018-07-11） （英语）.
3. 1 2 3 4 5 6 7 8 9  Peat, Chris. . Heavens-Above. 即時  [2018-07-01]. （原始内容存档于2020-08-05） （英语）.
4. ↑   (新闻稿). 三菱重工業. 2014-10-07  [2016-08-16]. （原始内容存档于2017-06-28） （日语）.
5. ↑   (新闻稿). 宇宙航空研究開発機構. 2014-10-07  [2016-08-16]. （原始内容存档于2020-02-05） （日语）.
6. ↑  . 宇宙航空研究開発機構.   [2016-08-16]. （原始内容存档于2020-09-19） （日语）.
7. ↑   (PDF). 気象庁. 2014-10-07  [2016-08-16]. （原始内容存档 (PDF)于2014-10-14） （日语）.
8. ↑   (新闻稿). 気象庁. 2014-10-17  [2016-08-16]. （原始内容存档于2020-02-05） （日语）.
9. 1 2   (PDF). 気象庁. 2014-03  [2016-08-16]. （原始内容 (PDF)存档于2016-05-19） （日语）.
10. ↑  . The Guardian. 2015-08-13  [2019-03-28]. （原始内容存档于2015-08-13）.
11. ↑  . YouTube.   [2023-12-04]. （原始内容存档于2023-12-04）.
12. ↑  . Australian Bureau of Meteorology. Commonwealth of Australia. 30 September 2015  [30 September 2015]. （原始内容存档于2023-05-01）.
13. ↑   (新闻稿). 気象庁. 2015-05-27  [2016-08-16]. （原始内容存档于2019-09-09） （日语）.
14. ↑  . sorae.jp. 2015-07-07  [2016-08-16]. （原始内容存档于2015-07-08） （日语）.
15. ↑   (PDF) (新闻稿). 気象庁. 2013-12-24  [2016-08-16]. （原始内容存档 (PDF)于2014-04-14） （日语）.
16. ↑  . 氣象衛星中心（日语：気象衛星センター）.   [2016-08-16]. （原始内容存档于2020-02-20） （日语）.
17. ↑  気象衛星センター | ひまわり8号・9号 | 放射計 (AHI) （页面存档备份，存于） （日語）
18. ↑  「ひまわり8号 気象衛星講座」 ISBN 4490209312 （日語）
19. ↑  . 氣象衛星中心（日语：気象衛星センター）. 2014-09-03  [2016-08-16]. （原始内容存档于2019-05-19） （日语）.
20. ↑  . 氣象衛星中心（日语：気象衛星センター）.   [2023-08-02]. （原始内容存档于2023-08-03） （日语）.
21. ↑  . 氣象衛星中心（日语：気象衛星センター）.   [2023-08-02]. （原始内容存档于2023-08-03） （日语）.

## 外部連結
- ひまわり8号・9号（页面存档备份，存于） - 日本氣象衛星中心
- ひまわり8号リアルタイムWeb（页面存档备份，存于） - NICT
- CEReS NICT JMA HIMAWARI Visualization Team (YouTube)